# Абсолютна зоряна величина
Абсолю́тна зо́ряна величина́ — це видима зоряна величина (у відповідному діапазоні хвиль), яку мав би астрономічний об'єкт, розташований на стандартній відстані 10 парсеків від спостерігача (за відсутності поглинання світла). 
Абсолютну зоряну величину запроваджено для порівняння яскравості об'єктів незалежно від відстані до них. На відміну від видимої зоряної величини абсолютна зоряна величина є фізичною характеристикою самого небесного тіла.
Абсолютну зоряну величину M можна визначити через видиму зоряну величину {\displaystyle m\!}, якщо знати відстань до об'єкта {\displaystyle d\!} в парсеках за формулою: 
{\displaystyle M=m-5{\text{lg }}{\frac {d}{10}}=m-5({\text{lg }}d-1)\,}.
Через абсолютні зоряні величини можна обчислити світності зір: 
{\displaystyle {\text{lg}}{\frac {L}{L_{\odot }}}\ =0,4(M_{\odot }-M),}, де {\displaystyle M_{\odot }=4.77\!} — абсолютна зоряна величина Сонця.
Залежно від того, в якій фотометричній системі виражено зоряну величину, розрізняють візуальну (MV), фотометричну (MB), болометричну (Mbol) та інші види абсолютної зоряної величини.
Абсолютні зоряні величини окремих зір лежать у діапазоні від –10m для найяскравіших нових до +15m для найтьмяніших об'єктів — коричневих карликів.

## Тіла Сонячної системи
Інколи абсолютною зоряною величиною називають стандартну зоряну величину, яка застосовується для вимірювання блиску астероїдів, планет, комет та інших тіл Сонячної системи. В англійській мові абсолютну й стандартну зоряні величини називають одним терміном (англ. absolute magnitude), і розрізняються вони лише позначенням — M або H відповідно. У цьому випадку абсолютна величина (Н) визначається як видима зоряна величина, яку мав би об'єкт, що спостерігається в повній фазі, якби він перебував на відстані в одну астрономічну одиницю як від Сонця, так і спостерігача, тобто так, ніби спостерігач перебуває в центрі Сонця.